# 1769

## Esdeveniments
Països catalans
Resta del món
- 2 d'abril - Madràs (Tamil Nadu, Índia): se signà el Tractat de Madràs que significà el final de la Primera guerra de Mysore que van guanyar els indis.
- 9 de maig - Castello-di-Rostino (Còrsega): l'exèrcit francès guanya la batalla de Ponte Novu contra els corsos.
- 24 d'octubre: a Espanya s'observa una aurora boreal.
- Richard Arkwright patenta la filadora water frame, clau en la revolució industrial.[1]
- Còrsega s'annexiona a França.
- Roma: Clement XIV substitueix a Clement XIII com a papa.
- Comença la colonització espanyola de Califòrnia[2]

## Naixements
Països Catalans
- Tossa de Mar: Gerard Joana i Vidal, monjo de Montserrat i pioner de l'espeleologia català.

Resta del Món
- 1 de gener, 
  - París: Marie-Louise Lachapelle, obstetra francesa.
  - Londres: Jane Marcet, escriptora de llibres de divulgació científica, que tingueren una gran popularitat (m. 1858).[3]
- 25 de març, Nàpols (Itàlia): Salvatore Viganò, compositor i coreògraf (m. 1821).[4]
- 1 de maig, Dublin, Irlanda: Arthur Wellesley 1r Duc de Wellington, polític britànic, Primer Ministre del Regne Unit (m. 1852).[5]
- 14 de juny, Rennes: Jean Elleviou, cantant francès de la corda de tenor.
- 15 d'agost, Regne de França: Napoleó Bonaparte, militar i emperador francès.[6]
- 14 de setembre, Berlín: Alexander von Humboldt (m. 1859).[7]
- Anna Maria Falconbridge
- París: Emmanuel Ducreux, flautista.